# ニック・ヘイワード
ニック・ヘイワード（Nick Heyward、1961年5月20日 - ）は、ケント州ベックナム生まれのミュージシャン。

## 略歴

### グループ時代
地元で結成されたバンド、ヘアカット100にボーカル、ギターで参加。「好き好きシャーツ」「渚のラブ・プラス・ワン」などのシングルによりヒット曲を連発した。1982年、ファースト・アルバム『ペリカン・ウェスト』発売。しかし、ヘイワードは人気絶頂時にグループを脱退する。彼の活動は、ソロ・キャリアへと向かう。

### ソロ活動
1983年、ソロ第1作目のシングル「ホイッスル・ダウン・ザ・ウインド」、アルバム『風のミラクル』がヒット。その後、2作目の『あの娘からのポストカード』、3作目の『I LOVE YOU アヴェニュー』を発表するが、ニュー・ウェイヴ寄りのアレンジで評価は今ひとつであった。1983年頃、日本のテレビ・コマーシャル（シャンプー商品）にて楽曲「君はピュア・マイ・レディ」を提供。
1993年の4作目『フロム・マンデイ・トゥ・サンデイ』は、英国ポップ直系のメロディ炸裂でヒット作となった。同作発表後、クリエイション・レーベルに移籍し、5作目『タングルド』、6作目『アップル・ベッド』とアルバムをリリースしている。その後も、インディー・レーベルからグレッグ・エリスとの共作アルバム（内容はポエトリー・リーディングなど）をリリースするなど地道に活動を続けている。

## ディスコグラフィ

### スタジオ・アルバム
- 『風のミラクル』 - North of a Miracle (1983年)
- 『あの娘からのポストカード』 - Postcards From Home (1986年)
- 『I LOVE YOU アヴェニュー』 - I Love You Avenue (1988年)
- 『フロム・マンデイ・トゥ・サンデイ』 - From Monday to Sunday (1993年)
- 『タングルド』 - Tangled (1995年)
- 『アップル・ベッド』 - The Apple Bed (1998年)
- Open Sesame Seed (2001年)
- The Mermaid and the Lighthouse Keeper (2006年)
- 『ウッドランド・エコーズ』 - Woodland Echoes (2017年)

### ヘアカット100
- 『ペリカン・ウェスト』 - Pelican West (1982年)

## 来日公演
- 1984年 プロモーション来日
- 1994年? 渋谷オンエアーイースト他で日本ツアーライブ
- 2018年8月13日 ビルボードライブ大阪
- 2018年8月15日,16日 ビルボードライブ東京
- 2018年8月18日 サマーソニック2018 東京会場(幕張メッセ)